# Bahnstrecke Loh–Hatzfeld
| Streckennummer (DB): | 9270                 |                             |                             |
| Streckenlänge: | 4,5 km               |                             |                             |
| Spurweite: | 1435 mm (Normalspur) |                             |                             |
| Stromsystem: | 550 V =              |                             |                             |
| |                      |                             |                             |
| \| \| \| von Varresbeck \| \| \| \| 0,0 \| Wuppertal-Loh \| Wuppertal-Loh \| \| \| \| nach Wichlinghausen \| \| \| \| \| Schönebecker Straße \| \| \| \| \| Straßenbahn Wuppertal \| \| \| \| 1,6 \| Wuppertal Schlachthof \| Wuppertal Schlachthof \| \| \| \| Wuppertal Winchenbachstraße \| \| \| \| 4,5 \| Wuppertal-Hatzfeld \| Wuppertal-Hatzfeld \| |                      |                             |                             |
| Strecke (außer Betrieb) |                      | von Varresbeck              | von Varresbeck              |
| Bahnhof (Strecke außer Betrieb) | 0,0                  | Wuppertal-Loh               | Wuppertal-Loh               |
| Abzweig geradeaus und nach rechts (Strecke außer Betrieb) |                      | nach Wichlinghausen         | nach Wichlinghausen         |
| Brücke (Strecke außer Betrieb) |                      | Schönebecker Straße         | Schönebecker Straße         |
| Kreuzung mit U-Bahn (Strecken außer Betrieb) |                      | Straßenbahn Wuppertal       | Straßenbahn Wuppertal       |
| Bahnhof (Strecke außer Betrieb) | 1,6                  | Wuppertal Schlachthof       | Wuppertal Schlachthof       |
| Abzweig mit U-Bahn geradeaus und von links (Strecke außer Betrieb) |                      | Wuppertal Winchenbachstraße | Wuppertal Winchenbachstraße |
| Kopfbahnhof Streckenende (Strecke außer Betrieb) | 4,5                  | Wuppertal-Hatzfeld          | Wuppertal-Hatzfeld          |

Die Bahnstrecke Loh–Hatzfeld war eine 4,5 Kilometer lange Stichbahn vom Barmer Stadtteil Loh zum ebenfalls in Barmen gelegenen Stadtteil Hatzfeld. Seit der Vereinigung der beiden Großstädte Barmen und Elberfeld zu Wuppertal lagen Anfang und Ende der Bahnstrecke auf Wuppertaler Stadtgebiet.

## Geschichte
Die normalspurige Kleinbahn wurde 1894 von der Stadt Barmen erbaut und zweigte beim Bahnhof Wuppertal-Loh von der Wuppertaler Nordbahn der Rheinischen Eisenbahn-Gesellschaft ab. Der erste Teilabschnitt band den Barmer Schlachthof auf dem heutigen Gelände der Wuppertaler Stadtwerke AG (Bromberger Straße) an das Eisenbahnnetz an. Befahren wurde die anfangs nicht elektrifizierte Strecke mit Dampflokomotiven der preußischen Staatsbahn.
1911 wurde die Strecke bis Hatzfeld verlängert (Eröffnung am 1. September), um den dort auf der Wasserscheide zwischen Ruhr und Wupper angesiedelten Fabriken (u. a. Herberts-Lacke, zwischenzeitlich DuPont und heute Axalta Coating Systems) einen Gleisanschluss zu ermöglichen. Dafür war von der Stadt Barmen eigens eine Kleinbahngesellschaft gegründet worden. Im Dezember 1920 erfolgte eine weitere Verlängerung bis zu einem Fabrikgelände am Hatzfelder Wasserturm, wo die endgültige Länge von knapp fünf Kilometer erreicht wurde. Eine weitere Verlängerung der Strecke bis Langenberg wurde angedacht, aber nicht realisiert.
Mit der Elektrifizierung ab 1910 wurde der Abschnitt ab dem Schlachthof zusätzlich zu dem Güterverkehr mit Straßenbahnwagen für den Personenverkehr befahren. Kurze Zeit später erfolgte die Verknüpfung der Bahnstrecke mit dem übrigen normalspurigen Straßenbahnnetz der Stadt, so dass der Vorort Hatzfeld nun auch vom Zentrum aus erreichbar war. Drei von der Stadt im Laufe der Jahre eigens angeschaffte Elektrolokomotiven übernahmen den Güterverkehr. 

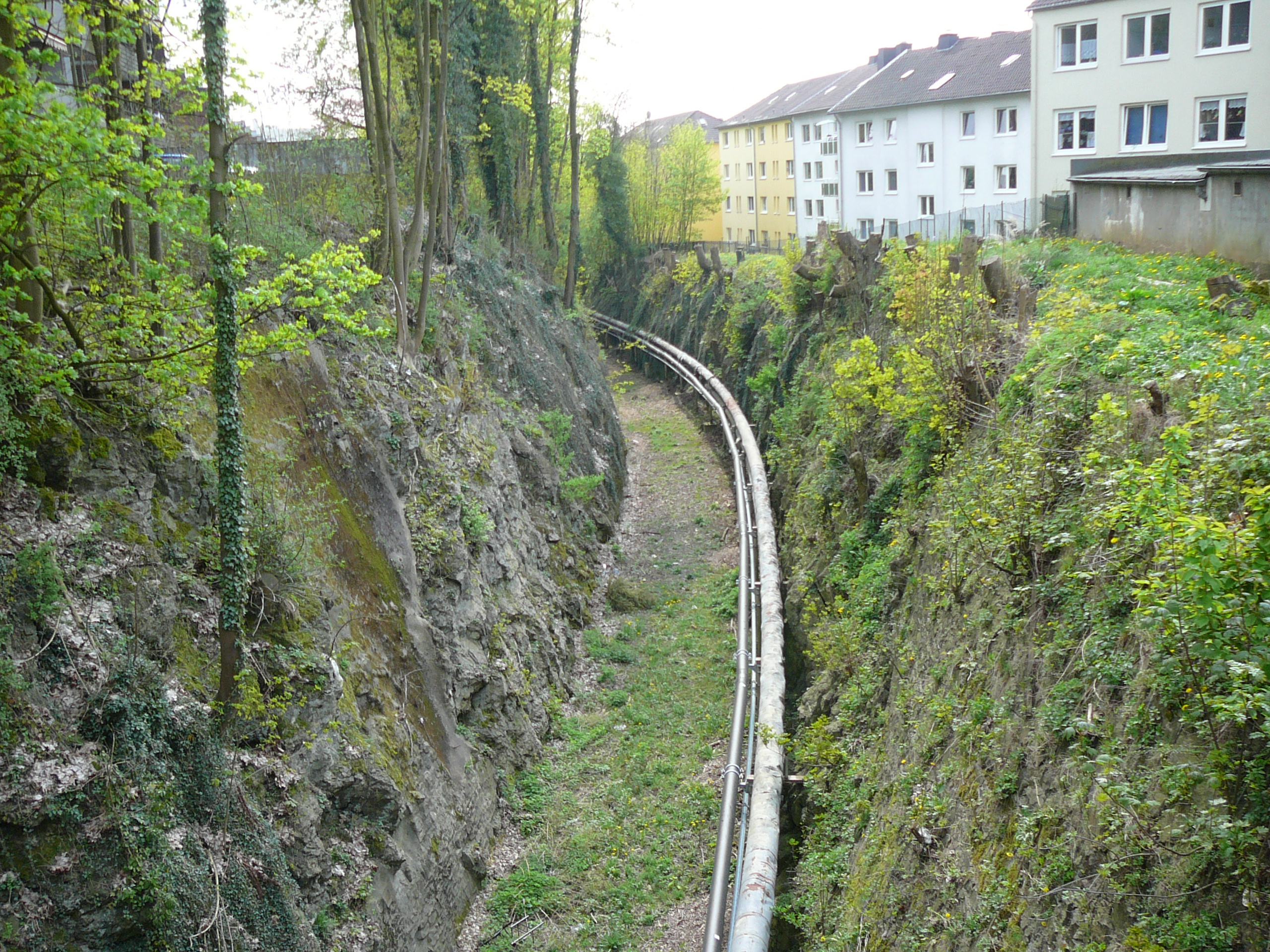
Die Trasse der Bahnstrecke

Das größte Frachtaufkommen war ab 1923 zu verzeichnen. 1914/15 wurden 37.841 t befördert, 1928 89.094 t. Von der Staatsbahn wurden Kohlen bis zum Umladebahnhof auf dem weiträumigen Gelände des Schlachthofs angeliefert, die dort über das städtische Straßenbahnnetz unter anderem zum Heizkraftwerk am Clef weitertransportiert wurden. Ab 1940 bis zur Betriebseinstellung war die Lackfabrik Herberts der bedeutendste Anschließer.
Mit dem Umbau des Barmer Ortszentrums 1963 wurde die Güterbahn aus der Innenstadt verbannt. Auch der Personenverkehr zwischen dem Zentrum und Hatzfeld wurde im gleichen Jahr eingestellt. Des Großteils des Frachtaufkommens beraubt, bediente der Betreiber (ab 1948 die Wuppertaler Stadtwerke AG, Sparte Verkehr) nun nur noch die Werksanschlüsse der Hatzfelder Industriebetriebe. Mit der fortschreitenden Verlagerung des Güterverkehrs auf die Straße kam auch für die Kleinbahn das schleichende Ende. Das endgültige Aus kam Ende 1979, am 1. Februar 1980 wurde die Strecke offiziell stillgelegt.
Seit der Stilllegung wird über die Umnutzung der Trasse als Radweg diskutiert. 1993 wurde eine ausgearbeitete Planung wegen fehlender Mittel zurückgenommen. Ein von den Grünen mit initiierter Förderantrag der Wuppertaler Stadtwerke zum Ausbau wurde 2018 abgelehnt, trotzdem werden große Teile der Trasse weiter freigehalten.

## Streckenführung und Kunstbauwerke

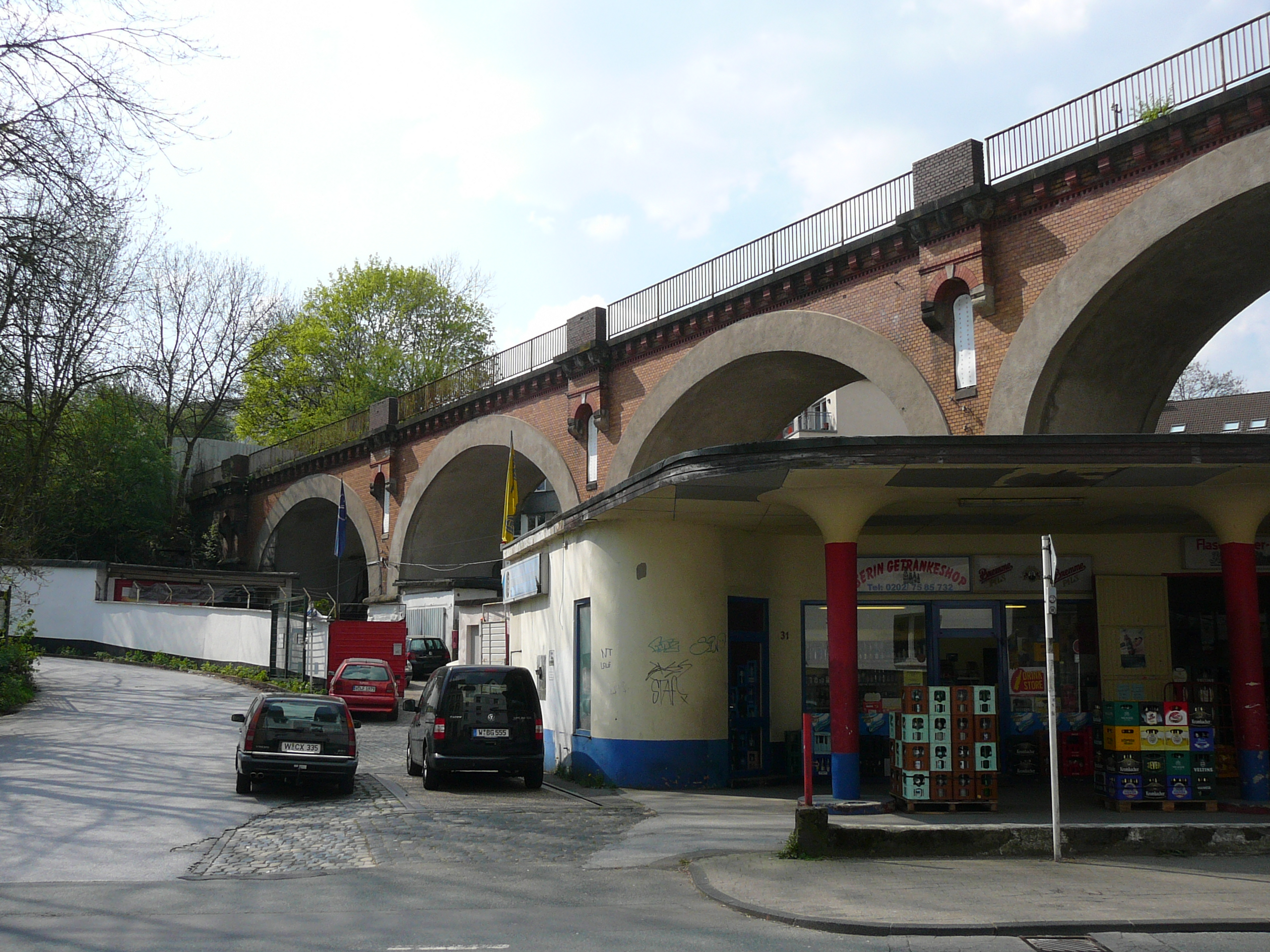
Viadukt an der Schönebecker Straße

Der Abzweig der Strecke liegt am Bahnhof Wuppertal-Loh. Zur Überquerung der Schönebecker Straße wurde ein großer Viadukt in Ziegelbauweise errichtet. Nach der Überquerung der Straße im spitzen Winkel führte die Trasse im Schönebecker Busch parallel zur Schönebecker Straße durch den Stadtteil Rott. Hinter dem Bahnübergang an der Carnaper Straße erreichte die Strecke das Gelände des Schlachthofs. Die Verlängerung ab 1911 begann hinter dem Schlachthof an der Schützenstraße und führte entlang der Winchenbachstraße und dem Leimbach in einem weiten Bogen hinauf zum Hatzfelder Wasserturm.

## Lokomotiven

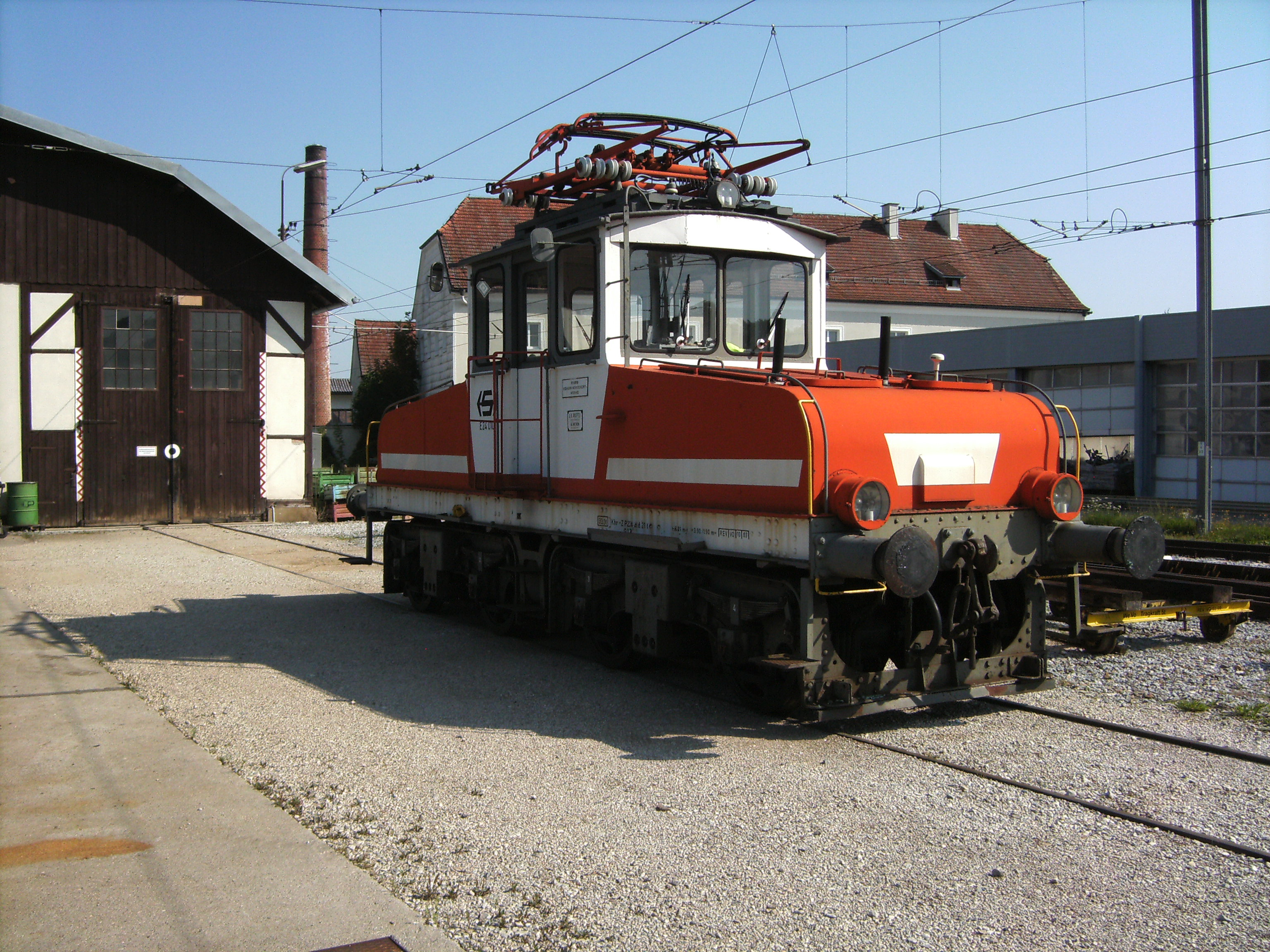
E 24.010, ehem. Nr. I, nach knapp 100 Jahren im Juli 2009 in Vorchdorf im Einsatz

Nach der Elektrifizierung der Strecke erwarb die Stadt zur Aufnahme eines eigenständigen Betriebes kurz nacheinander zwei neue, vierachsige Elektrolokomotiven. Die erste, 1910 von Maffei/SSW gebaut, bekam die Fahrzeugnummer I (später in 608, 1978 in 3608 umnummeriert), die zweite, 1912 von Maffei/AEG gebaute, die Nummer II (später 609 bzw. 3609). Nr. II erhielt aufgrund ihres bulligen Aussehens den Spitznamen "Dicke Berta". Beide Lokomotiven waren bis zur Betriebseinstellung im Einsatz und wurden im Juli 1980 nach Österreich zu Stern & Hafferl veräußert. Die ältere der beiden Lokomotiven kam als E 20.010 zunächst zur NWP, ab Mai 1982 zur LVE, wo sie, jetzt als E 24.010, bis Juli 2023 im Einsatz war. Seit August 2023 ist sie im ehemaligen Bahnhof Wuppertal-Loh auf einem Gleisstück aufgestellt.
Die jüngere der beiden kam als E 20 009 (später E 22 006) zur Linzer Lokalbahn. Im März 2006 wurde sie in Lambach verschrottet.
Eine dritte Lokomotive (Betriebsnummer III, später 610), gebaut von Schöndorff/AEG, wurde 1931 extra für den Kohleverkehr neu erworben und nach dessen Einstellung 1963 ausgemustert.